# Lago Chapfensee
O Lago Chapfensee é um lago artificial, criado por uma barragem junto a Mels, cantão de São Galo, Suíça. A área ao redor do lago é uma reserva natural.
A barragem que deu origem ao reservatório foi construída entre 1946 e 1947 e usada para gerar energia na Hidroelétrica Plons.